# Александровка (Кусинский район)
Алекса́ндровка — посёлок в Кусинском районе Челябинской области. Входит в Магнитское городское поселение.

## География
Через посёлок протекает река Изранда. Расстояние до ближайшего населённого пункта, посёлка городского типа Магнитка, 20 км.

## Население
| 2002 | 2010 |
| ---- | ---- |
| 251  | ↘135 |

Гендерный состав
По данным Всероссийской переписи 2010 года численность населения посёлка составляла 135 человек (66 мужчин и 69 женщин).

## Улицы
Уличная сеть посёлка состоит из 4 улиц.